# Ivan Alexejevič Bunin
Ivan Alexejevič Bunin (Иван Алексеевич Бунин; 10. říjnajul./ 22. října 1870greg., Voroněž – 8. listopadu 1953, Paříž) byl ruský prozaik a básník, autor meditativní, novoromanticky laděné reflexivní lyriky a vynikající povídkář a novelista, nositel Nobelovy ceny za literaturu za rok 1933.

## Život

### Původ a studium
Ivan Bunin se narodil roku 1870 ve Voroněži jako potomek starého šlechtického, ale ne příliš bohatého statkářského rodu. Rodina se sem přestěhovala ze svého venkovského sídla v roce 1867, aby poskytla vzdělání svým nejstarším synům. V roce 1874 se rodiče s mladšími dětmi vrátili na rodinné panství Butyrki v jeleckém okrese. Ivan měl domácího učitele, který v něm vzbudil lásku k literatuře. V roce 1881 nastoupil na gymnázium v Jelci, ale během vánočních prázdnin roku 1886 se rozhodl, že se už do školy nevrátí a studium předčasně ukončil. Jeho domácím učitelem se stal starší bratr Julius (1857–1921), který měl velký vliv na Ivanův duchovní vývoj a podporoval jeho literární ambice. Ivan už na gymnáziu psal básně a pokusil se o román. V roce 1889 dostal nabídku na místo redaktora v novinách ve městě Orel. Před nástupem absolvoval cestu na Krym, kde navštívil Jaltu a Sevastopol. Cestování se stalo jeho celoživotní zálibou. Roku 1891 mu vyšla první básnická sbírka, která byla zdarma zasílána předplatitelům Orelského věstníku. Během svého působení v místních novinách se sblížil s Varvarou Paščenkovou, která tam pracovala jako korektorka. Jejich vztah byl poznamenán existenční nejistotou a po několika letech skončil rozchodem.  V roce 1892 se Ivan přestěhoval do Poltavy, kde s bratrovou pomocí získal práci knihovníka. 

### Literární začátky

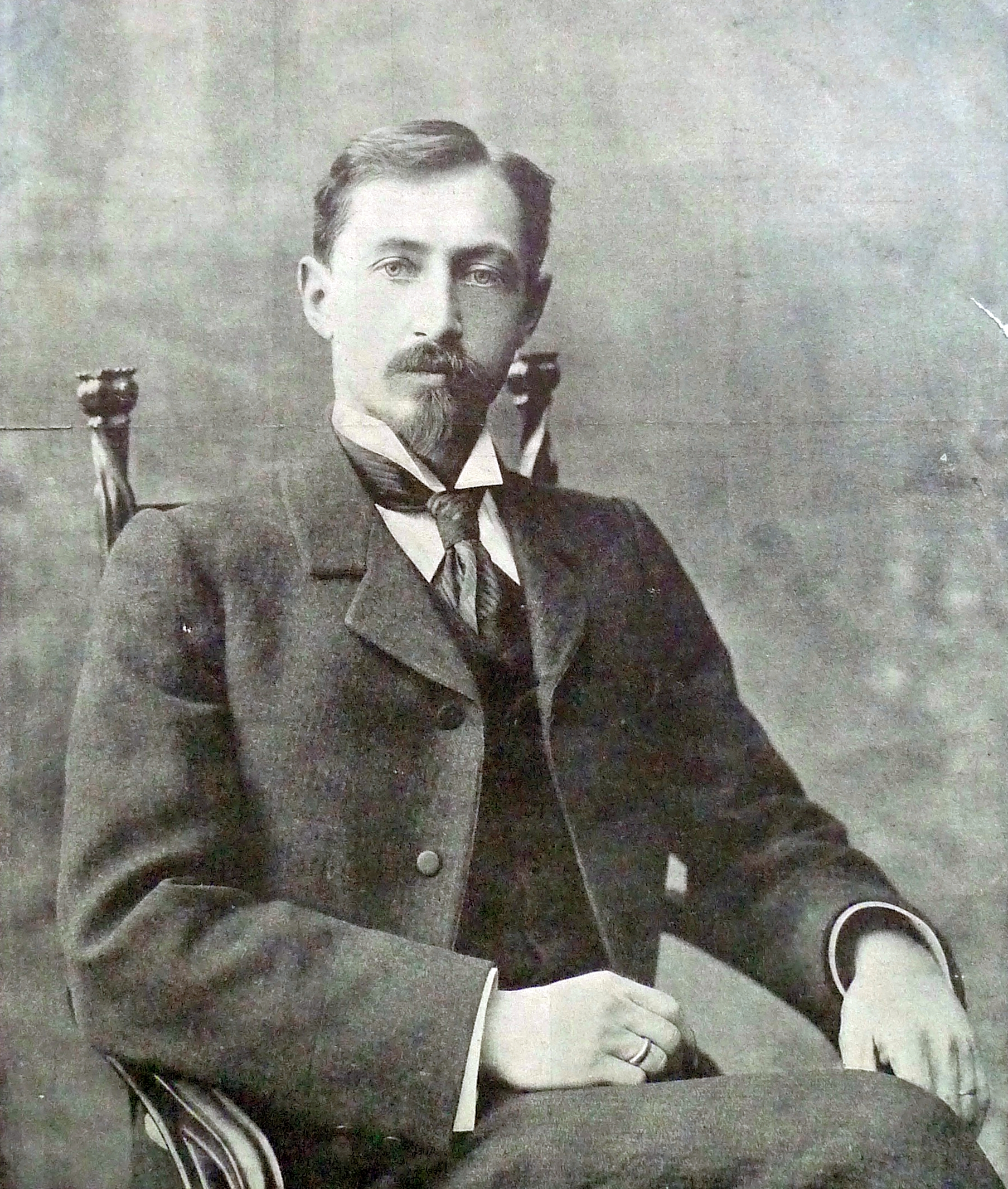
Ivan Alexejevič Bunin (1901)

V roce 1895 Bunin opustil službu v Poltavě a odjel do Petrohradu, kde se setkal s místními literáty, novináři a publicisty a brzy se zapojil do kulturního života. Stal se členem literárního kroužku Středa, jehož členy byli i Maxim Gorkij, Leonid Andrejev nebo Boris Zajcev. Bunin byl společenský člověk, který neustále vyhledával nové podněty a zážitky. Na svých cestách po ruských městech poznal Lva Nikolajeviče Tolstého, Antona Pavloviče Čechova, Valerije Brjusova, sblížil se s Alexandrem Kuprinem.
V Oděse se seznámil s Annou Cakniovou, dcerou spisovatele a vydavatele řeckého původu Nikolaje Cakniho. V září 1898 se vzali, ale manželství po dvou letech skončilo. Jejich jediný syn Nikolaj zemřel na spálu v roce 1905.
Svou literární činnost začal jako symbolistický básník a jako překladatel. Od vydání své první povídky Taňka roku 1893 se však Bunin věnoval stále více prozaické tvorbě. V roce 1897 byla v Petrohradě vydána jeho druhá kniha Na konec světa a jiné příběhy. Jeho práce zpočátku nevzbudily velký zájem. Roku 1899 se připojil k realistickým autorům kolem Gorkého nakladatelství Znanie (Vědění) a pokračoval ve psaní povídek zejména z vesnického prostředí. Jedna z nich, Antonovská jablka (1900) mu vynesla přídomek „pěvec šlechtických hnízd“.

### První úspěchy v Rusku
Určitého uznání se Buninovi dostalo po vydání básnické sbírky Listopad, vydané symbolistickým nakladatelstvím Škorpion v roce 1901. Za překlad z Longfellowa a za básnickou sbírku Listopad byl roku 1903 vyznamenán Puškinovou cenou. Buninovy verše na pozadí dojmů z ruské krajiny zachycují obecný soumrak doby na přelomu století. Do přírodních obrazů a obrazů osamocených míst i hřbitovního prostředí jsou promítány pocity loučení, míjení, stesku i vzpomínek na uprchlou, prožitou lásku s podtextem neopakovatelnosti, nenávratna, míjení a zániku. Puškinova cena posílila Buninovu pověst spisovatele, ale jen málo přispěla ke komerčnímu úspěchu jeho děl.

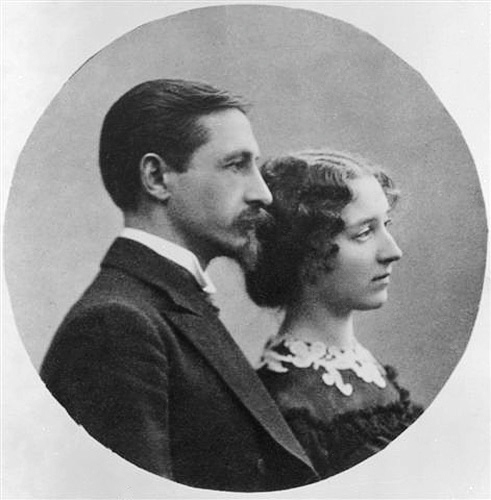
Ivan Bunin a Věra Muromcevová

Při návštěvě Moskvy se Bunin v říjnu 1906 seznámil s Věrou Muromcevovou a na jaře příštího roku spolu podnikli společnou cestu na Blízký východ. Jejich svazek mohl být legalizován až v roce 1922, protože první Buninovo manželství nebylo oficiálně rozvedeno.
V říjnu 1909 získal společně s Alexandrem Kuprinem znovu Puškinovu cenu, tentokrát za svou třetí básnickou sbírku vydanou v roce 1906 a překlad Byrononova Kaina. O dva týdny později byl Bunin jmenován čestným členem Ruské akademie věd. Velký úspěch Buninovi přinesla sociálně kritická novela Vesnice (1910). 
Na začátku 20. století navštívil Bunin během několika let Egypt, Palestinu, Indii, Cejlon, Turecko a Řecko. Hluboký zájem o východní nauky, zejména o taoismus a buddhismus, se pak výrazně odrazily v jeho filozofických alegoriích, ve kterých nastínil nebezpečí rozkladu morálně labilní civilizace.
K bolševickému převratu v Rusku, který ho zastihl v Moskvě, se Bunin postavil odmítavě. Uprchl na Krym a v bělogvardějské armádě generála Wrangela se věnoval protisovětské publicistice. Deník, který vedl v letech 1918–1920, se stal základem pro jeho knihu Proklaté dny, svědčící o jeho smýšlení.

### Život v exilu
V lednu roku 1920 odjel spolu s Věrou Muromcevovou do Francie, kde setrval v dobrovolném exilu po celý zbytek svého života. Usadili se v Paříži, letní měsíce trávili v pronajaté vile Belvedere v Grasse, kde jim byli častými společníky Galina Kuzněcovová a spisovatel Leonid Zurov.
V prvních letech svého života ve Francii se Bunin málo zabýval literární činností. Na počátku roku 1920 byly v Paříži, Berlíně a Praze vydány sbírky jeho povídek napsaných v předrevolučním období. Po roce 1924 nastalo nové období jeho tvůrčí práce. Jeho tvorba však zůstala i nadále tematicky spojena s Ruskem a přinesla mu uznání jako nejlepšímu spisovateli první vlny ruské emigrace. Během let ve Francii napsal a vydal deset knih, ale kromě deníkových Proklatých dnů se v žádné z nich neodrazila revoluce, jeho útěk ani exilová zkušenost.

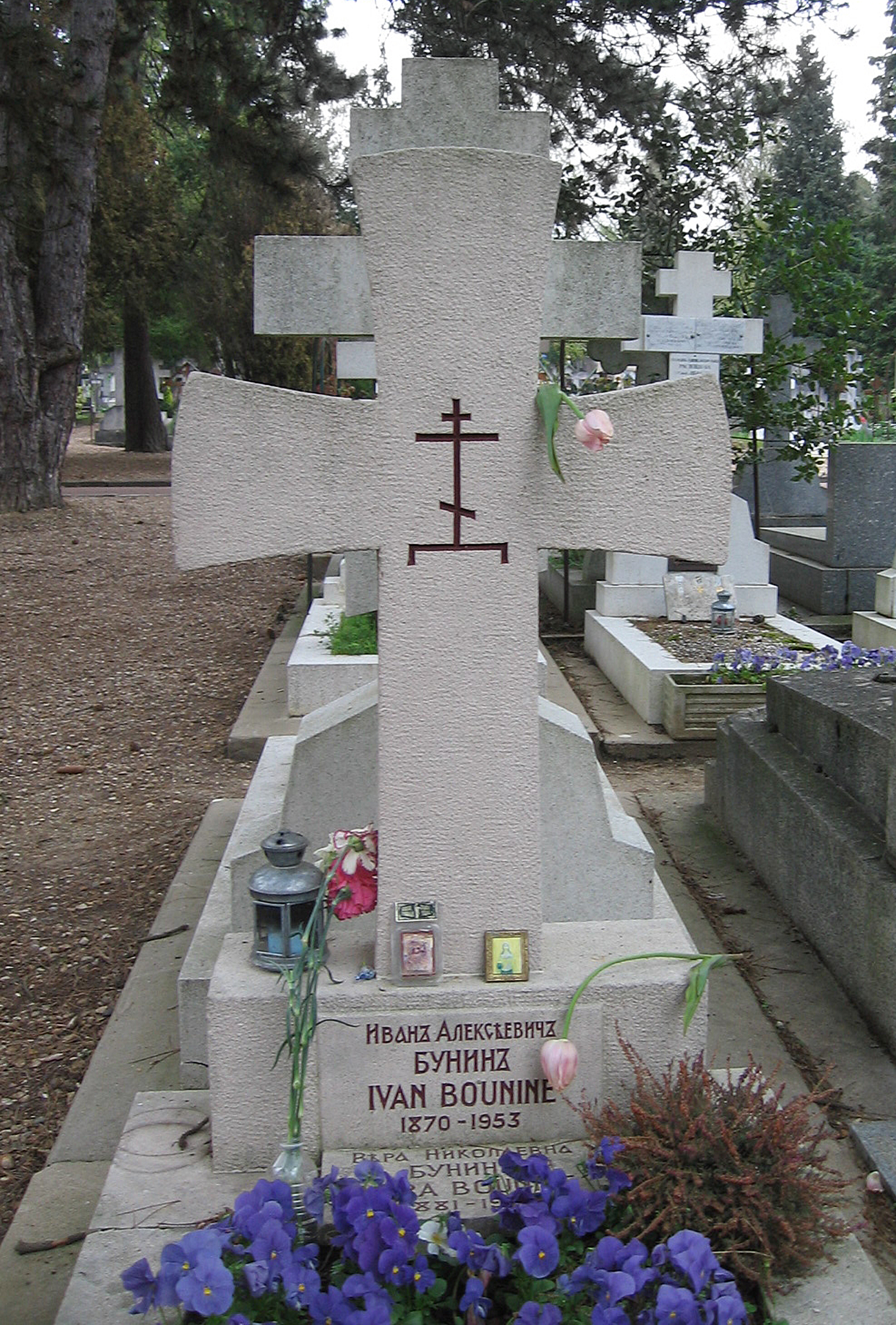
hrob Ivana Bunina

Ve svých dílech Bunin nostalgicky a s melancholickým steskem zachytil nenávratně ztracený život patriarchální Rusi včetně postupného rozkladu její svébytné staré kultury v důsledku změn v okolním světě. Otázky ruského sebeuvědomění a osudu Ruska tvořily jeden z centrálních motivů Buninovy tvorby. Klasickou vypravěčskou techniku, navazující na tradice Turgeněva, Gončarova a Lva Nikolajeviče Tolstého Bunin obohatil o modernistické a raně existencialistické motivy. Nezaměřoval se na dějovou stránku svých prací, nýbrž se snažil předávat čtenáři pocity a dojmy, a stal se tak opravdovým mistrem impresionistického detailu. Ve svém vrcholném díle, lyrickém autobiografickém románu Život Alexeje Arseněva, vydaném roku 1930, vyslovil Bunin epitaf klasické ruské kultury a monarchistického zřízení. Především díky tomuto dílu mu byla roku 1933 udělena jako prvnímu ruskému spisovateli Nobelova cena za literaturu „za přísně umělecké ztvárnění, v němž uplatnil klasickou ruskou tradici prozaické tvorby“ (citace z odůvodnění Švédské akademie).
Druhou světovou válku Bunin prožil s manželkou a přáteli v Grasse. Jejich situace byla obtížná, Bunin neuměl hospodařit s penězi a neměl žádné úspory. Žádal o materiální pomoc, několikrát uvažoval o návratu do rodné země. Cítil se však již příliš spojen s Francií. V té době začal psát cyklus milostných povídek s názvem Temné aleje, které vycházely postupně v malých nákladech, nejprve v New Yorku. Na jejich definitivní podobě pracoval až do své smrti.
V roce 1947 mu byla diagnostikována rozedma plic a podstoupil léčbu v Juan-les-Pins na jihu Francie. Finanční podpora amerického filantropa Franka Atrana mu pomáhala překonat existenční starosti. V roce 1950 si francouzská kulturní veřejnost připomněla Buninovy osmdesáté narozeniny. Ivan Bunin zemřel 8. listopadu 1953 na srdeční záchvat.  Pohřben byl na hřbitově Sainte-Geneviève-des-Bois, kde spočívá mnoho ruských emigrantů.

## Bunin a Sovětský svaz
Sovětská literární kritika se dlouho chovala k Buninově tvorbě odmítavě. Jeho knihy začaly být v Sovětském svazu vydávány až po jeho smrti. Buninovy sebrané spisy vycházely v letech 1965–67. Avšak díla, ve kterých se stavěl kriticky ke komunistickému režimu (například jeho deník z dob říjnové revoluce Proklaté dny), byla po dlouhá desetiletí zakázána a vydána až po roce 1988 v období perestrojky. 
V roce 2000 natočil ruský režisér Alexej Učitěl životopisný film Deník jeho ženy.
Ruská pravoslavná církev přišla v roce 2016 s požadavkem, aby některá Buninova díla byla vyloučena ze školních osnov, protože dle mínění církevních hodnostářů propagují volnou lásku.

## Dílo
- Stichotvorenia (1891, Básně), sbírka básní,
- Pod odkrytym něbom (1893, Pod otevřeným nebem), sbírka básní,
- Taňka (1893), Na chutore (1893, Na dědince), Na kraj sveta (1895, Na kraj světa), Antonovskije jabloki (1900, Antonovská jablka), Černozjom (1904, Černozem), povídky z venkovského prostředí.
- Listopad (1901, Padání listí), sbírka básní,
- Děrevňa (1910, Vesnice), povídka líčící na osudu dvou bratrů úděsnou zaostalost ruského venkova. Syrové obrazy zbídačených rolníků, bohatnoucích vydřiduchů a zchudlých šlechticů se střídají s lyrikou stesku a melancholie, s mlhavými a nekonečně smutnými scenériemi ruské stepi a s poezií lidových zvyků, průpovídek a písní.
- Chrám solnca (1907-1911, Chrám slunce), sbírka črt z cest,
- Suchodol (1911, Na kraj světa), povídka zachycující rozklad statkářské aristokracie,
- Braťja (1914, Bratři), Sny Čanga (1915, Čangovy sny), Aglaja (1915, Ljogkoe dychanie (1915, Lehký dech), Gospodin iz San Francisco (1915, Pán ze San Francisca), povídky napsané pod vlivem autorova studia východních nauk,

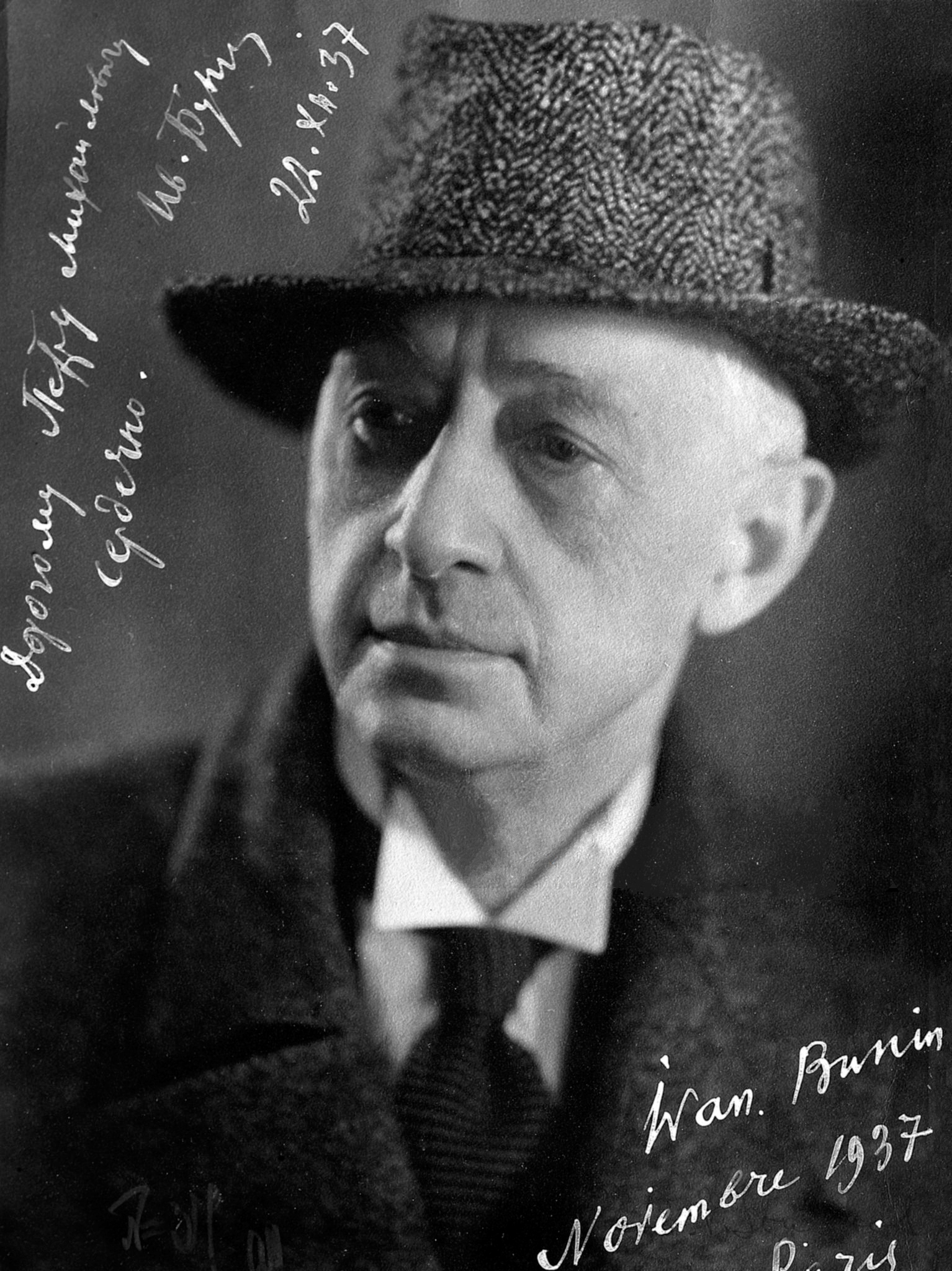
Ivan Alexejevič Bunin (1937)

- Ivan Alexejevič Bunin (1937)Okajannyje dni (1924, Proklaté dny), autorovy deníkové záznamy vyjadřující vášnivý protest proti brutalitě bolševické revoluce a zároveň nostalgickou obhajobu patriarchálních základů navždy odcházejícího Ruska minulosti. V deníku autor popsal fakta, která v tu dobu chtělo slyšet málo lidí, protože odmítání bolševismu nebylo v literárních kruzích příliš populární.
- Roza Jerichona (1924, Růže z Jericha), povídka,
- Mitina ljubov (1925, Míťova láska), novela o prvním citovém vzplanutí mladého muže, o jeho žárlivosti a sebevraždě vyvolané rozchodem s milovanou ženou.
- Dělo korneta Jelagina (1927 , Proces korneta Jelagina), novela, ve které Bunin pod změněnými jmény obou mileneckých postav zpracovává skutečný životní příběh a násilnou smrt talentované polské herečky Marie Wisnowské, zavražděné jejím milencem, carským důstojníkem kornetem Alexandrem Bartěněvem roku 1890. Autor popisuje bezvýchodný milenecký vztah, z něhož bylo možno se vysvobodit jen společnou smrtí, přičemž milenec po zastřelení milenky nedokončil pro apatii sebevraždu vlastní.
- Grammatika ljubvi (1929, Gramatika lásky), povídka,
- Žizň Arseňjeva (1930, Život Arseněvův), první díl autobiografického románu s podtitulem U istoka dněj (U pramene dnů). Příběh se odvíjí v 80. a 90. letech 19. století a představuje hrdinovo dětství ve stepním středoruském dvorci, gymnaziální léta, jeho vztah k pokusům mladé inteligence o společenskou vzpouru i jeho první tragickou lásku.

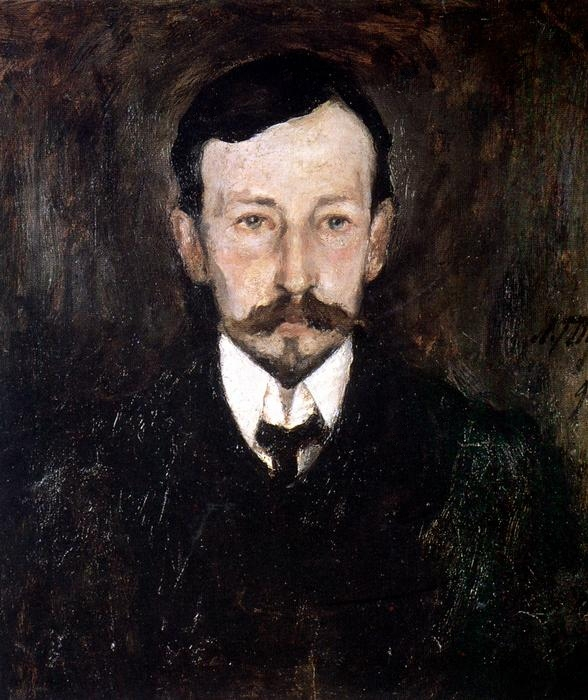
Ivan Alexejevič Bunin, obraz Leonarda Viktoroviče Turžanského.

- Ivan Alexejevič Bunin, obraz Leonarda Viktoroviče Turžanského.Lika (1939), druhý díl románu Život Arseněvův.
- Osvobožděnie Tolstogo (1937, Osvobození Tolstého), literárně historická monografie.
- Ťomnye allei (1943, Temné aleje), sbírka novel, jejichž ústředním motivem je převážně tragická láska, vyznačujících se hlubokým ponorem do lidské psychiky a postižením propastí i výšin, do nichž hrdiny příběhů vrhá anebo na něž je povznáší štěstí a strast milostného citu.
- Vospominanija (1950, Vzpomínky), paměti obsahující kritické názory na sovětskou kulturu (např. na Maxima Gorkého a Alexeje Tolstého)
- O Čechove (1955, O Čechovovi), nedokončená kniha statí vydaná posmrtně.

## Česká vydání
- Míťova láska, Stanislav Minařík, Praha 1926, přeložil Stanislav Minařík.
- Proces korneta Jelagina, F. Zpěvák, Praha 1926, přeložil F. Zpěvák, znovu 1933.
- Pán ze San Franciska a jiné povídky, Jan Otto, Praha 1928, přeložili B. Mužík a Helena Růžičková-Váňová.
- Život Arseněvův, Josef R. Vilímek, Praha 1935, přeložil Josef Pelíšek.
- Gramatika lásky, Nakladatelské družstvo Máje, Praha 1940, přeložil Václav Koenig.
- Vesnice, SNKLHU, Praha 1957, přeložila Ruda Havránková.
- Míťova láska, Československý spisovatel, Praha 1958, přeložil Jan Zábrana.
- Temné aleje, Mladá fronta, Praha 1962, přeložili Taťjana Hašková a Jan Zábrana, znovu 1982.
- Hořký dým paměti, Mladá fronta, Praha 1968, přeložil Ivan Slavík, výbor z poezie.
- Pán ze San Franciska, Naše vojsko, Praha 1970, přeložila Zdeňka Psůtková, výbor z povídek.
- Případ Korneta Jelagina, Lidové nakladatelství, Praha 1972, přeložil Jan Zábrana.
- Antonovská jablka, Odeon, Praha 1975, přeložil Jan Zábrana a další, výbor z povídek a novel.
- Pozdní hodina, Lidové nakladatelství, Praha 1975, přeložil Jan Zábrana, pětatřicet povídek a novel.
- Život Alexeje Arseňjeva, Odeon, Praha 1980, přeložili Taťjana Hašková a Jan Zábrana, znovu 1989.
- Tvé jméno je žena, Odeon, Praha 1980, přeložili Taťjana Hašková a Jan Zábrana, výbor z povídek, znovu 1985.
- Zlaté dno, Albatros, Praha 1980, přeložili Zdeňka Psůtková a Jan Zábrana, výbor z povídek.
- Povídky z dálek, moří a cest, Panorama, Praha 1983, přeložil Jan Zábrana.
- Poslední podzim, Lidové nakladatelství, Praha 1986, přeložili Vlasta Tafelová a Jan Zábrana, výbor z povídek.
- Novely, Odeon, Praha 1989, přeložili Ruda Havránková, Zdeňka Psůtková a Jan Zábrana.
- Povídky, Odeon, Praha 1990, přeložila Taťjana Hašková.
- Pohár života, Melantrich, Praha 1989, přeložila Zdeňka Psůtková, výbor z povídek.
- Proklaté dny, Argo, Praha 2006, přeložil Libor Dvořák.
- Lehký dech; Temné aleje; V Paříži, Ve stráni, Úvaly 2013, přeložil Jan Zábrana, vydáno 25 číslovaných výtisků.

### Adaptace
- V temné aleji, rozhlasová hra, překlad: Ivan Slavík a Jan Zábrana, dramatizace: Libuše Blažejová, režie: Karel Weinlich, hrají: Otomar Krejča, Jan Tříska, Klára Jerneková, Marie Tomášová, Věra Kubánková, Miloš Nedbal, Vladimír Šmeral, Marie Marešová, Josef Čáp, Iva Hüttnerová, Československý rozhlas, 1970